# تشارلز كلارك (سياسي)
تشارلز كلارك (بالإنجليزية: Charles Clarke )‏ (و. 1950  م) هو اقتصادي، وسياسي بريطاني، ولد في هامرسميث، هو عضوٌ في حزب العمال.

## مناصب
تولى منصب عضو برلمان المملكة المتحدة الـ54 (5 مايو 2005–12 أبريل 2010)
- وزير الدولة للشؤون الداخلية  [لغات أخرى]‏ (15 ديسمبر 2004–5 مايو 2006)[7]
- وزير التعليم [الإنجليزية]‏ (24 أكتوبر 2002–15 ديسمبر 2004)
- وزير بدون حقيبة وزارية (9 يونيو 2001–24 أكتوبر 2002)
- عضو برلمان المملكة المتحدة الـ53 (7 يونيو 2001–11 أبريل 2005)[8]
- عضو البرلمان الثاني والخمسون للمملكة المتحدة (1 مايو 1997–14 مايو 2001)[8]
- عضو مجلس الشورى البريطاني.

## التعليم
تعلم في كلية الملك في كامبريدج، ومدرسة هايغيت ‏.

## جوائز
حصل على جوائز منها:
- Fellow of the Royal Statistical Society ‏.

## روابط خارجية
- تشارلز كلارك على موقع مونزينجر (الألمانية)
- تشارلز كلارك على موقع إن إن دي بي (الإنجليزية)